# Parafia Najświętszej Maryi Panny Szkaplerznej w Sosnowcu
Parafia Najświętszej Maryi Panny Szkaplerznej w Sosnowcu – rzymskokatolicka parafia położona w dekanacie św. Tomasza Apostoła, diecezji sosnowieckiej, metropolii częstochowskiej w Polsce, erygowana w 1937 roku.